# Перевозівське газоконденсатне родовище
Перевозівське газоконденсатне родовище — газоконденсатне родовище, що належить до Глинсько-Солохівського газонафтоносного району Східного нафтогазоносного регіону України.

## Опис
Розташоване в Полтавській області за 22 км від м. Гадяч.
Знаходиться в центральній частині приосьової зони Дніпровсько-Донецької западини в межах Лютенської сідловини.
Підняття виявлене в 1979 р., його розміри в межах ізогіпси — 6125 м 4,6х2,8 м.
Структура є малоамплітудною брахіантикліналлю субширотного простягання. Перший промисл. приплив газу і конденсату одержано в 1990 р. з візейських відкладів з інт. 6222-6300 м.
Поклади пластові, склепінчасті. Режим покладів газовий. Запаси початкові видобувні категорій А+В+С1: газу — 1205 млн. м³; конденсату — 59 тис. т.